# Botts Green
Botts Green – osada w Anglii, w hrabstwie Warwickshire, w dystrykcie North Warwickshire. Leży 28 km na północ od miasta Warwick i 154 km na północny zachód od Londynu.